# Centro de Arte Contemporáneo Baltic
El Centro de Arte Contemporáneo, Baltic (en inglés:  Centre for Contemporary Art , Baltic), es un museo dedicado al arte contemporáneo de alcance internacional que se encuentra en la Gateshead, en el Norte de Inglaterra, a orillas del río Tyne, junto al auditorio The Sage Gateshead y justo delante del acceso al Puente del Milenio, que comunica esta ciudad con Newcastle upon Tyne. 
La construcción del edificio actual del Baltic se inició en 1993, partiendo de la estructura básica de un antiguo molino harinero. Se inauguró el 13 de julio de 2002 como una entidad sin ánimo de lucro reconocida por la ley británica y financiada por organizaciones como el Ayuntamiento de Gateshead, el Consejo de las Artes de Inglaterra o el Fondo Europeo de Desarrollo Regional. Las actividades destinadas a abrir puertas a nuevos artistas y a impulsar proyectos innovadores y creativos son las que han hecho que el museo haya recibido reconocimientos por parte de diversas asociaciones. Sin embargo, también ha protagonizado varias controversias.

## Historia
Durante la primera mitad del siglo XX, en la orilla del río Tyne se edificaron muchos molinos que se convirtieron en estructuras arquitectónicas emblemáticas por sus dimensiones considerables. El antiguo molino de harina Baltic fue construido en los años 30 por la empresa germano-británica Rank Hovis, que comercializaba harina. Hay varias hipótesis sobre el origen de su denominación, pero la más verosímil es la que dice que le pusieron Baltic haciendo alusión al mar que lleva el mismo nombre, ya que todos los edificios que construía Rank Hovis llevaban nombres de mares o ríos. En el diseño inicial, se le añadió un molino de pienso y todo el conjunto funcionó hasta 1981, dando trabajo a 300 trabajadores.
El Baltic, a diferencia de otros molinos que han sido derribados por completo, mantiene la estructura básica del edificio original aunque, en 1994, después de que el Real Instituto de Arquitectos Británicos convocara un concurso público, sufrió ciertos cambios .El proyecto de remodelación corrió a cargo del grupo de arquitectos Ellis Williams y costó diez años de trabajo. El capital inicial con que se contaba era de 50 millones de libras (58,5 millones de euros), 33,4 de las cuales provenían del Consejo de las Artes de Inglaterra. Unas de las remodelaciones más significativas fueron el haber reconstruido los muros este y oeste de vidrio y la edificación de cuatro plantas más. El 13 de julio de 2002, el Baltic abrió las puertas al público con la exposición B.OPEN y recibió 35.000 visitantes durante la primera semana. En 2014 el museo había acogido exposiciones de 358 artistas y había recibido más de 5 millones de visitantes.

## El museo
El edificio del museo está constituido por seis plantas y el espacio dedicado a exposiciones de arte es de 3.000 m². Las galerías de exposición están repartidas entre la planta baja y el segundo, tercer y cuarto piso.  El primer piso es un espacio dedicado a la celebración de eventos privados y en la segunda planta hay una biblioteca y un archivo que se puede consultar en línea. En las plantas cuatro y cinco hay miradores con panorámicas de la ciudad y en el sexto piso un restaurante. Unas de las características más apreciadas del edificio son las vistas que se pueden ver y su luminosidad. Desde el punto de vista práctico, destaca la versatilidad que presenta: como es un edificio concebido para acoger exposiciones de temáticas muy diversas e itinerantes, ha sido diseñado de forma que hay paredes que se pueden adaptar a las necesidades concretas de cada obra que se presente.
En el museo se puede distinguir entre cuatro galerías diferentes. Una de las características que lo hacen especial es que no hay exposiciones permanentes, lo que permite seguir una de las bases más sólidas del proyecto: abrir las puertas todo tipo talentos, sin importar su especialidad artística ni su origen. Una prueba de ello es que el primer director del centro, definió el Baltic como una "fábrica de arte" dinámica y no como un museo estático.
El Baltic ha dado cabida a muchas manifestaciones artísticas diferentes (fotografía, pintura, escultura, música, literatura ...) y se ha apostado por dar voz tanto a artistas locales como Jane y Louise Wilson, como personalidades reconocidas como Chris Burden, un artista estadounidense muy reconocido y polémico que expuso una maqueta del Puente del Milenio construida con piezas de mecano, coincidiendo con la inauguración del museo. La filosofía de Baltic, pues, es la de borrar fronteras de todo tipo.
La programación del Baltic intenta llegar a sectores sociales diversos. Desde este punto de vista, se realizan actividades destinadas tanto a niños, adolescentes o universitarios estudiantes, como profesores. También se programan talleres para personas con discapacidades físicas o mentales y hay una zona llamada Quay ('muelle'), pensada para llevar a cabo actividades en familia.  El Baltic también está muy comprometido con el mundo de la educación y por ello forma parte de BALTIC39, un proyecto donde también colaboran el Ayuntamiento de Newcastle, el Consejo de las Artes de Inglaterra y la Universidad de Northumbria. Se trata de una iniciativa que pretende formar talentos emergentes y darles la oportunidad de hacer públicas sus creaciones.